# Peter Sadlo
Peter Sadlo (* 28. April 1962 in Zirndorf; † 29. Juli 2016 in München) war ein deutscher Schlagzeuger. Er zählte zu den herausragenden europäischen Solo-Schlagzeugern und Schlagzeuglehrern.

## Leben
Peter Sadlo wuchs in Zirndorf auf und begann 1967 mit der klassischen Schlagwerkausbildung und im Alter von zwölf Jahren erhielt er als Gastschüler Unterricht am  damaligen Meistersinger-Konservatorium in Nürnberg.
An der Hochschule für Musik Würzburg studierte er bei Siegfried Fink. 1982 wurde er Solopauker bei den Münchner Philharmonikern unter Sergiu Celibidache, der ihn nachhaltig prägte.
Im Alter von 21 Jahren, übernahm er 1983 eine Professur für Pauke und Schlagzeug an der Hochschule für Musik und Theater München. 1990 wurde er als Professor an das Mozarteum in Salzburg berufen. Nach seiner Trennung von den Münchner Philharmonikern im Jahr 1997 trat er vornehmlich als Solo-Schlagzeuger auf, häufig in kammermusikalischer Besetzung, etwa mit Gidon Kremer oder der Pianistin Anna Gourari, aber auch mit dem Perkussionsensemble Nexus.
Neben seiner Konzerttätigkeit beschäftigte er sich auch mit den Möglichkeiten, die Klangmöglichkeiten des Instruments zu erweitern, was auch das Thema seiner Dissertation 1997 im Fach Musikwissenschaft an der Universität Bukarest war. Zahlreiche zeitgenössische Komponisten – eine speziell für Schlagzeug komponierte Literatur gibt es seit dem 20. Jahrhundert – komponierten Werke für Peter Sadlo, darunter Toshimitsu TanakaLuciano Berio, Harald Genzmer, Sofia Asgatowna Gubaidulina, Moritz Eggert und Bertold Hummel. Des Weiteren war er aktiv in der Entwicklung neuer Instrumente (z. B. Pauke) und kreierte eine eigene Schlägelserie.
In der Nachfolge von Gidon Kremer betreute er von 2007 bis 2010 als Künstlerischer Leiter das kammermusikalisch hochkarätig besetzte Basler Festival „Les muséiques“. Zudem war er seit 2007 der künstlerische Berater der Internationalen Musikbegegnungsstätte Haus Marteau des Bezirks Oberfranken in Lichtenberg. Dort gab er seit 1989 selbst Meisterkurse für Schlagzeug und war Begründer der Konzertreihe Haus Marteau auf Reisen.
Peter Sadlo starb im Alter von 54 Jahren an den Folgen einer Nierenoperation in einem Münchner Krankenhaus.

## Auszeichnungen (Auswahl)
- 1982: Erster Preis Concours international d’exécution musicale de Genève
- 1985: Erster Preis des Internationalen Musikwettbewerbs der ARD[6]
- 1998: Instrumentalist des Jahres des Echo-Klassik-Preises
- 2003: Ehrendoktorwürde der Staatlichen Musikakademie Sofia
- 2005: Europäischer Solistenpreis
- 2006: Kulturpreis Bayern der E.ON Bayern AG
- 2012: Kulturpreis der Oberfrankenstiftung
- 2015: Frankfurter Musikpreis

## Schriften
- Haltung und Grifftechniken des Anschlags in Bezug auf Phrasierung und musikalischen Ausdruck, Schlägelhaltung und Grifftechnik, sowie Bewegungsmotorik des Anschlags unter physischen Gesichtspunkten in Bezug auf Artikulation, Phrasierung und musikalischen Ausdruck der drei wesentlichen klassischen Schlaginstrumentengruppen. Rom (Diss. Eigenverlag) 1996.
- Hauptsache Mallets. Die Zwei- und Vier-Schlägel-Techniken. Tipps – Tricks – Progressive Übungen. Frankfurt am Main 2003.